# Yuri Ribeiro
Yuri Oliveira Ribeiro (ur. 24 stycznia 1997 w Vieira do Minho) – portugalski piłkarz szwajcarskiego pochodzenia występujący na pozycji bocznego obrońcy w angielskim klubie Blackburn Rovers. 

## Kariera klubowa

### Benfica
Ribeiro w wieku 13 lat dołączył do szeregów SL Benfica po grze w Escola Os Craques oraz akademii SC Braga. 24 maja 2015 zadebiutował dla drugiego zespołu, rozgrywając pełne 90 minut w meczu Segunda Liga przeciwko drugiej drużynie Vitória SC. Profesjonalny debiut Ribeiro zaliczył 14 grudnia 2016, w meczu Pucharu Portugalii przeciwko Real SC zakończonym zwycięstwem 3:0. Chociaż był to jedyny jego występ w tej edycji turnieju, pod koniec sezonu Benfica wygrała puchar, pokonując w finale 2:1 zespół Vitória SC. 
30 czerwca 2017 Ribeiro dołączył do Rio Ave na zasadzie wypożyczenia do końca sezonu. W Primeira Liga zadebiutował 7 stycznia w zwycięstwie 1:0 przeciwko CF Os Belenenses. Pierwszego gola w barwach Vilacondenses, a zarazem pierwszego w profesjonalnej karierze strzelił 21 stycznia 2018 w zwycięstwie 2:0 przeciwko drużynie Boavista FC. 
Po powrocie z wypożyczenia Ribeiro podpisał nowy, 5–letni kontrakt z klubem. 14 lutego 2019 zadebiutował w Lidze Europy, rozgrywając pełne 90 minut w pierwszym, wyjazdowym meczu 1/16 finału przeciwko Galatasaray zakończonym zwycięstwem 2:1. 

### Nottingham Forest
8 lipca 2019 Ribeiro przeszedł za nieujawnioną kwotę do Nottingham Forest występującego wówczas w angielskiej Championship. 13 sierpnia zaliczył debiut dla klubu w meczu Pucharu Ligi Angielskiej przeciwko Fleetwood Town zakończonym zwycięstwem 1:0. 
Ribeiro szybko przebił się do pierwszego składu Forest, przejmując rolę Jacka Robinsona na pozycji lewego obrońcy w wyjściowej jedenastce klubu. Portugalczyk zakończył sezon 2019/20 z 27 występami w lidze, w których zarejestrował 3 asysty.
Pierwszego gola w barwach angielskiego klubu Ribeiro strzelił 15 grudnia 2020 w zwycięstwie 2:0 przeciwko Sheffield Wednesday. Forest zakończyło sezon 2020/21 na słabym, 17. miejscu, nie wygrywając żadnego z sześciu ostatnich meczów. Mimo faktu, że Ribeiro przez większość sezonu pełnił rolę podstawowego lewego obrońcy, nie przedłużył kontraktu i w czerwcu 2021 odszedł z klubu.

### Legia Warszawa
23 sierpnia 2021 Ribeiro dołączył do Legii Warszawy, podpisując 3–letni kontrakt z klubem. Debiut dla klubu zaliczył 29 sierpnia, zastępując w 83. minucie Mateusza Wieteskę w ligowej porażce 0:1 z drużyną Wisły Kraków. W sezonie 2021/22 Ekstraklasy wystąpił jedynie 12 razy, głównie z powodu licznych kontuzji.
4 listopada 2022 w ligowym zwycięstwie 2:1 przeciwko Lechii Gdańsk Ribeiro strzelił pierwszego gola w barwach klubu z Warszawy. Sezon 2022/23 zakończył z 24 występami w lidze, pomagając klubowi skończyć na 2. miejscu w tabeli. 2 maja 2023 wyszedł w podstawowej jedenastce Legii na finał Pucharu Polski przeciwko drużynie Rakowa Częstochowa. Zdołał jednak rozegrać jedynie 6 minut, gdyż został ukarany czerwoną kartką za faul na Franie Tudorze. Legii udało się utrzymać remis 0:0 i zwyciężyć mecz po konkursie rzutów karnych (6:5) i zdobyć puchar.
15 lutego 2023 Ribeiro rozegrał pełny mecz o Superpuchar Polski przeciwko rywala z finału Pucharu Polski, drużynie Rakowa Częstochowa. Mecz zwyciężyła drużyna Portugalczyka, ponownie pokonując Raków po konkursie rzutów karnych (6:5). W maju 2024 klub ogłosił odejście Ribeiro po sezonie.

### Braga
23 sierpnia 2024 Ribeiro powrócił do Bragi po 12 latach, podpisując 2–letni kontrakt. W nowym klubie nie udało mu się wywalczyć stałego miejsca w wyjściowej jedenastce i na początku lutego 2025 jego kontrakt został rozwiązany za porozumieniem obu stron.

### Blackburn Rovers
3 lutego 2025 Ribeiro powrócił do Championship, podpisując obowiązujący do końca sezonu kontrakt z Blackburn Rovers. W barwach Rovers zadebiutował 12 lutego, rozgrywając pełne 90 minut w wyjazdowym meczu przeciwko West Bromwich Albion zakończonym zwycięstwem 2:0. Dwa miesiące po dołączeniu do klubu Ribeiro podpisał nowy, 2–letni kontrakt.

## Statystyki
(aktualne na 17 kwietnia 2025)
| Klub               | Sezon              | Liga               | Liga  | Liga   | Puchar Kraju | Puchar Kraju | Puchar Ligi | Puchar Ligi | Europejskie Puchary | Europejskie Puchary | Suma  | Suma   |
| Klub               | Sezon              | Liga               | Mecze | Bramki | Mecze        | Bramki       | Mecze       | Bramki      | Mecze               | Bramki              | Mecze | Bramki |
| ------------------ | ------------------ | ------------------ | ----- | ------ | ------------ | ------------ | ----------- | ----------- | ------------------- | ------------------- | ----- | ------ |
| Benfica B          | 2014–15            | Segunda Liga       | 1     | 0      | —            | —            | —           | —           | —                   | —                   | 1     | 0      |
| Benfica B          | 2015–16            | LigaPro            | 16    | 0      | —            | —            | —           | —           | —                   | —                   | 16    | 0      |
| Benfica B          | 2016–17            | LigaPro            | 30    | 0      | —            | —            | —           | —           | —                   | —                   | 30    | 0      |
| Benfica B          | Ogólnie            | Ogólnie            | 47    | 0      | —            | —            | —           | —           | —                   | —                   | 47    | 0      |
| Benfica            | 2016–17            | Primeira Liga      | 0     | 0      | 1            | 0            | 1           | 0           | 0                   | 0                   | 2     | 0      |
| Benfica            | 2018–19            | Primeira Liga      | 0     | 0      | 2            | 0            | 3           | 0           | 2                   | 0                   | 7     | 0      |
| Benfica            | Ogólnie            | Ogólnie            | 0     | 0      | 3            | 0            | 4           | 0           | 2                   | 0                   | 9     | 0      |
| Rio Ave (wyp.)     | 2017–18            | Primeira Liga      | 25    | 1      | 3            | 0            | 1           | 0           | —                   | —                   | 29    | 1      |
| Nottingham Forest  | 2019–20            | Championship       | 27    | 0      | 1            | 0            | 3           | 0           | —                   | —                   | 31    | 0      |
| Nottingham Forest  | 2020–21            | Championship       | 25    | 1      | 0            | 0            | 1           | 0           | —                   | —                   | 26    | 1      |
| Nottingham Forest  | Ogólnie            | Ogólnie            | 52    | 1      | 1            | 0            | 4           | 0           | —                   | —                   | 57    | 1      |
| Legia Warszawa     | 2021–22            | Ekstraklasa        | 12    | 0      | 3            | 0            | —           | —           | 3                   | 0                   | 18    | 0      |
| Legia Warszawa     | 2022–23            | Ekstraklasa        | 24    | 1      | 5            | 0            | —           | —           | —                   | —                   | 29    | 1      |
| Legia Warszawa     | 2023–24            | Ekstraklasa        | 27    | 0      | 0            | 0            | —           | —           | 11                  | 2                   | 38    | 2      |
| Legia Warszawa     | Ogólnie            | Ogólnie            | 63    | 1      | 8            | 0            | —           | —           | 14                  | 2                   | 85    | 3      |
| Legia II Warszawa  | 2021–22            | III liga           | 1     | 0      | —            | —            | —           | —           | —                   | —                   | 1     | 0      |
| Braga              | 2024–25            | Primeira Liga      | 9     | 0      | 2            | 0            | 1           | 0           | 3                   | 0                   | 15    | 0      |
| Blackburn Rovers   | 2024–25            | Championship       | 11    | 0      | 1            | 0            | 0           | 0           | —                   | —                   | 12    | 0      |
| Ogólnie w karierze | Ogólnie w karierze | Ogólnie w karierze | 208   | 3      | 18           | 0            | 10          | 0           | 19                  | 2                   | 255   | 5      |

1. 1 2 3  Występy w Lidze Europy UEFA
2. ↑  Występy w Lidze Konferencji UEFA

## Sukcesy

### Klubowe

#### Benfica
- Puchar Portugaliiː 2016/2017[30]

#### Legia Warszawa
- Puchar Polskiː 2022/2023[30][31]
- Superpuchar Polski: 2023[32]